# Chasmodia cachectica
Chasmodia cachectica är en skalbaggsart som beskrevs av Ohaus 1903. Chasmodia cachectica ingår i släktet Chasmodia och familjen Rutelidae. Utöver nominatformen finns också underarten C. c. fusciventris.